# دكتاتورية 6 يناير

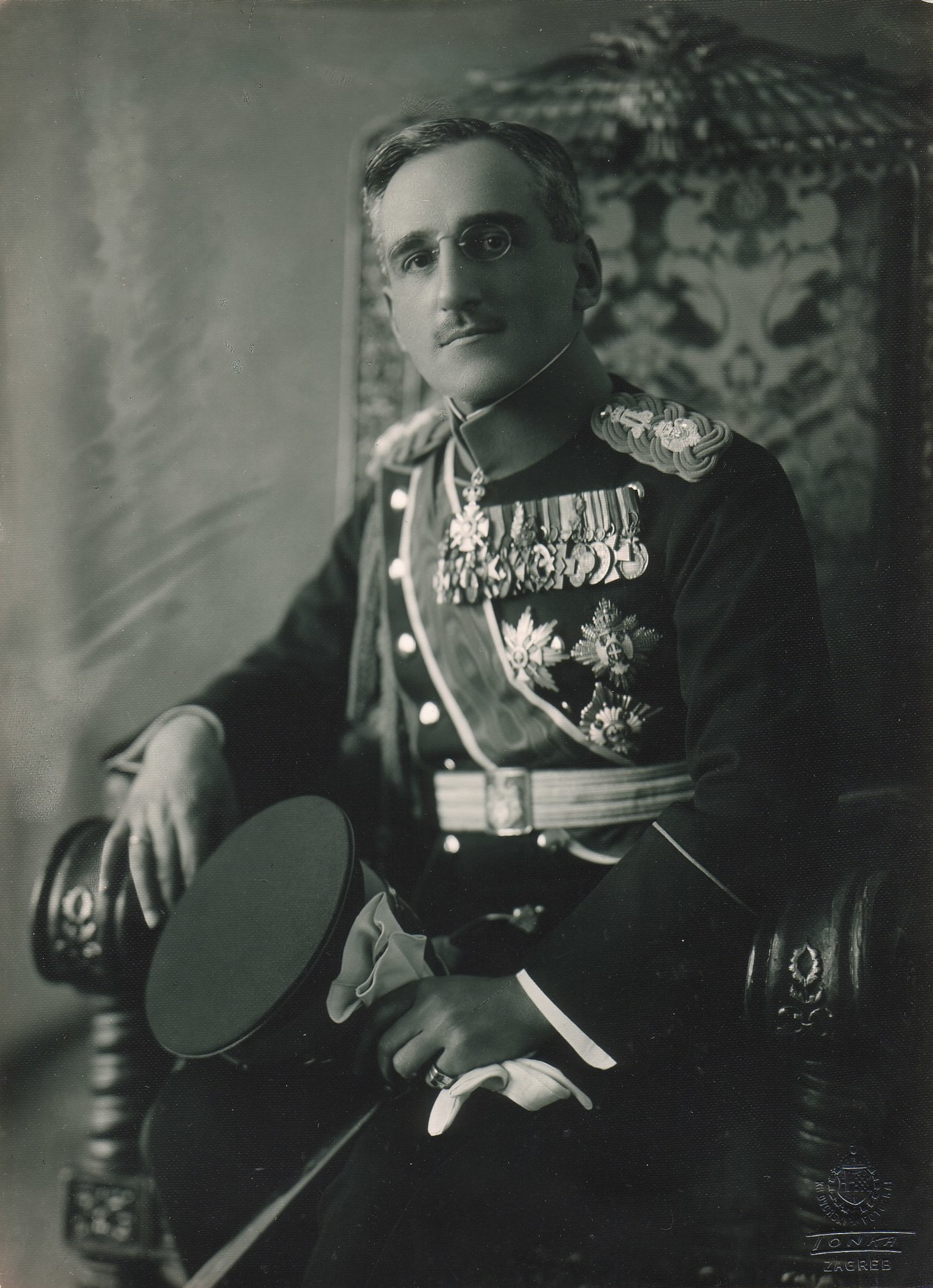
الملك ألكسندر الأول

ديكتاتورية 6 يناير (بالكرواتية: Šestosiječanjska diktatura ، بالصربية: Шестојануарска диктатура) هي فترة ديكتاتورية في مملكة يوغسلافيا بدأت في 6 يناير 1929 حينا ألغى الملك ألكسندر الأول دستور البلاد وشكل حكومة برئاسة الجنرال بيتر زيفكوفيك، وقد صدر دستور جديد ليوغسلافيا في 3 سبتمبر 1931 ليحل محل دستور عام 1921 ثم اجريت انتخابات برلمانية في في 8 نوفمبر 1931 لكن أمام قائمة واحدة لا منافس لها وهي قائمة يتزعمها رئيس الوزراء بيتر زيفكوفيك.
انتهت ديكتاتورية 6 يناير بمقتل الملك ألكسندر في 9 أكتوبر 1934 بمدينة مرسيليا جنوب فرنسا من قبل المنظمة الثورية المقدونية الداخلية (امرو) بالتعاون مع الحركة الثورية الكرواتية (اوستاشا).